# Tony Del Monaco
Pour les articles homonymes, voir Del Monaco.
Antonio Ferdinando Del Monaco, plus connu sous le nom Tony Del Monaco, né à Sulmona le 27 décembre 1935 et mort à Ancône le 27 mai 1993, est un chanteur pop et acteur italien.

## Carrière
Del Monaco est né dans la ville de Sulmona (L'Aquila, Abruzzes). Il a commencé dans le spectacle en tant qu'acteur dans la comédie musicale de 1961 L'adorabile Giulio, avec Carlo Dapporto et Delia Scala. En 1965, il joue dans l'émission Campioni a Campione, la chanson Vita mia qu'il compose et qui entre dans les charts italiens.
En 1959 il fait ses débuts au festival de la chanson italienne de Vibo Valentia, classé à la 3e place avec la chanson Al ciel manca un angelo. Il participe au festival de Sanremo : en 1967 avec È più forte di me, jumelé avec Betty Curtis, mais ils sont éliminés ; en 1968 il finit 14e avec La voce del silenzio, jumelé avec Dionne Warwick ; en 1969, il finit 4e avec Un'ora fa, jumelé avec Fausto Leali, et sort Una spina e una rosa la même année ; en 1970 a concouru sans succès avec Serenata, jumelé avec Claudio Villa.
Dans les années 1960 et 1970, Del Monaco a composé de nombreuses chansons qui ont été reprises par des vedettes de cette époque, comme L'ultima occasione interprété par Mina et reprise, en anglais, par Tom Jones sous le nom de Once There Was a Time.
Il meurt le 27 mai 1993, dans une clinique d'Ancône (Marches).

## Discographie

### 45 tours
- 1959 - Scoubidoubidou (avec Stella Dizzy) / Non sei bellissima (RCA Camden CP 04)
- 1959 - Rimani/Un amore in riviera (RCA Camden CP 12)
- 1959 - A mani giunte/Ho vinto (RCA Camden CP 49)
- 1960 - Concerto d'estate/Bimba se tu vuoi (RCA Camden CP 115)
- 1961 - Misteryous Tango/Stelle di carta (RCA Italiana PM 0131)
- 1961 - Silver Blue (Tony Del Monaco) / Silver Blue (instrumental) (RCA Italiana PM 0136)
- 1961 - Ho visto/Vicino a te (RCA Italiana PM 3002)
- 1962 - Go Kart Twist (Gianni Morandi) / Donna da morire (Tony Del Monaco) (RCA Italiana PM 3124)
- 1962 - La tua stagione / Viva il jump up (The Flippers) (RCA Italiana PM 3085)
- 1962 - Lungo il treno del sud/Dedicato a te (RCA Italiana PM 3091)
- 1963 - Quarantacinque giri di twist/Teresa baciami (RCA Italiana PM 3221)
- 1964 - Il re dei ring/Di là dal mar (RCA Italiana PM 3264)
- 1965 - Tu non potrai/Ora ti chiedo (CGD N-9538)
- 1965 - Vita mia/Quando si alza la luna (CGD N-9601)
- 1966 - Se la vita è così/Con l'aiuto del tuo amore (CGD N-9619)
- 1967 - È più forte di me/Con un po' di buona volontà (CGD N-9650)
- 1967 - Tu che sei l'amore/Per vivere (CGD N-9659)
- 1967 - Parla tu cuore mio/L'uomo che vuoi tu (CGD N-9665)
- 1968 - La voce del silenzio/Una piccola candela (CGD N-9675)
- 1968 - Magia/È diventato amore (CGD N-9687)
- 1969 - Vola vola/Se c'è un peccato (Ricordi SRL-10598)
- 1969 - Un ora fa/Se c'è un peccato (Ricordi SRL-10532)
- 1969 - Una spina e una rosa/Peccato (Ricordi SRL-10542)
- 1970 - Serenata/Per te per te per te (Ricordi SRL-10581)
- 1970 - Cuore di bambola/Io non ci penso più (Ricordi SRL-10603)
- 1970 - Pioggia e pianto su di me/Metropoli (Ricordi SRL-10626)
- 1971 - Lacrime di clown/La guerra del cuore (Ricordi SRL-10642)
- 1971 - Cronaca di un amore/Che pazzia (Pidiemme PDM-4001)
- 1971 - Cronaca di un amore/A Maria (Pidiemme PDM-4002)
- 1974 - Vivere insieme/Il viaggio (Fonit Cetra SP 1558)
- 1975 - Siamo stati innamorati/Negli occhi, nel cuore, nell'anima (Fonit Cetra SP 1585)
- 1978 - Te ne vai/Come un poeta d'osteria (Idea ID NP 701)
- 1979 - Pizza, spaghetti e Maria/Barbara (New Polaris FK 63)

### EP
- 1959 - Notte silente/Bianco Natale (RCA Camden ECP 65)

### Album
- 1966 : Tony Del Monaco (CGD FG 5030)

## Participation à desfestivals de musique

### Participation au festival de la chanson italienne deVibo Valentia
- 1959 Al ciel manca un angelo (3e)

### Participation aufestival de Sanremo
- 1967 È più forte di me, couplée à Betty Curtis (Éliminé)
- 1968 La voce del silenzio, couplée à Dionne Warwick (14e)
- 1969 Un'ora fa, couplée à Fausto Leali (4e)
- 1970 Serenata, couplée à Claudio Villa (Éliminé)